# Nederlands Dachau Comité
Het Nederlands Dachau Comité  is een Nederlandse stichting die op 10 februari 1961 werd opgericht door enkele oud-gevangenen van het concentratiekamp Dachau, onder wie Pim Boellaard, die de eerste voorzitter werd. De stichting heeft tot doel hen die in of ten gevolge van het verblijf in het concentratiekamp Dachau het leven lieten, blijvend te eren, te waarschuwen tegen nationaalsocialisme en dictatuur, het in stand houden van een museum en het intact houden van het voormalige kamp.
Het eerste Dachau Comité werd in Brussel opgericht met onder meer het doel om anderen te stimuleren dit voorbeeld te volgen.

## Monument in Dachau
Toen het eerste en nu overkoepelende comité in Brussel werd opgericht, werd met de Beierse regering overeengekomen dat het voormalige kamp gerestaureerd zou worden en dat er een museum en een gedenkteken zouden komen.
Op 8 september 1968 werd in aanwezigheid van prins Bernhard in Dachau het monument onthuld. Het monument werd gemaakt door de Zuid-Slavische beeldhouwer Glid Nandor. Drie Nederlandse ministeries (Binnenlandse Zaken, Buitenlandse Zaken en Cultuur, Ruimtelijke Ordening en Milieu) hadden gezamenlijk 25.000 gulden bijgedragen, België gaf 359.000 Belgische frank en Duitsland verleende een gift van 450.000 Duitse mark.

### Reizen
Jaarlijks wordt er een reis naar Dachau georganiseerd. Mensen uit allerlei landen komen dan bij elkaar om hun geliefden te herdenken. De reis werd in 1998 georganiseerd door Gerard Tullenaar, zelf voormalige kampgevangene, en zijn zoon Thom. Tullenaar was een bakkerszoon, die in de oorlog met de bakfiets rondreed. Onder het brood lag Vrij Nederland. Hij werd verraden en belandde via kamp Vught in Dachau, waar hij in de BMW-fabriek moest werken.